# Victor Ciorbea

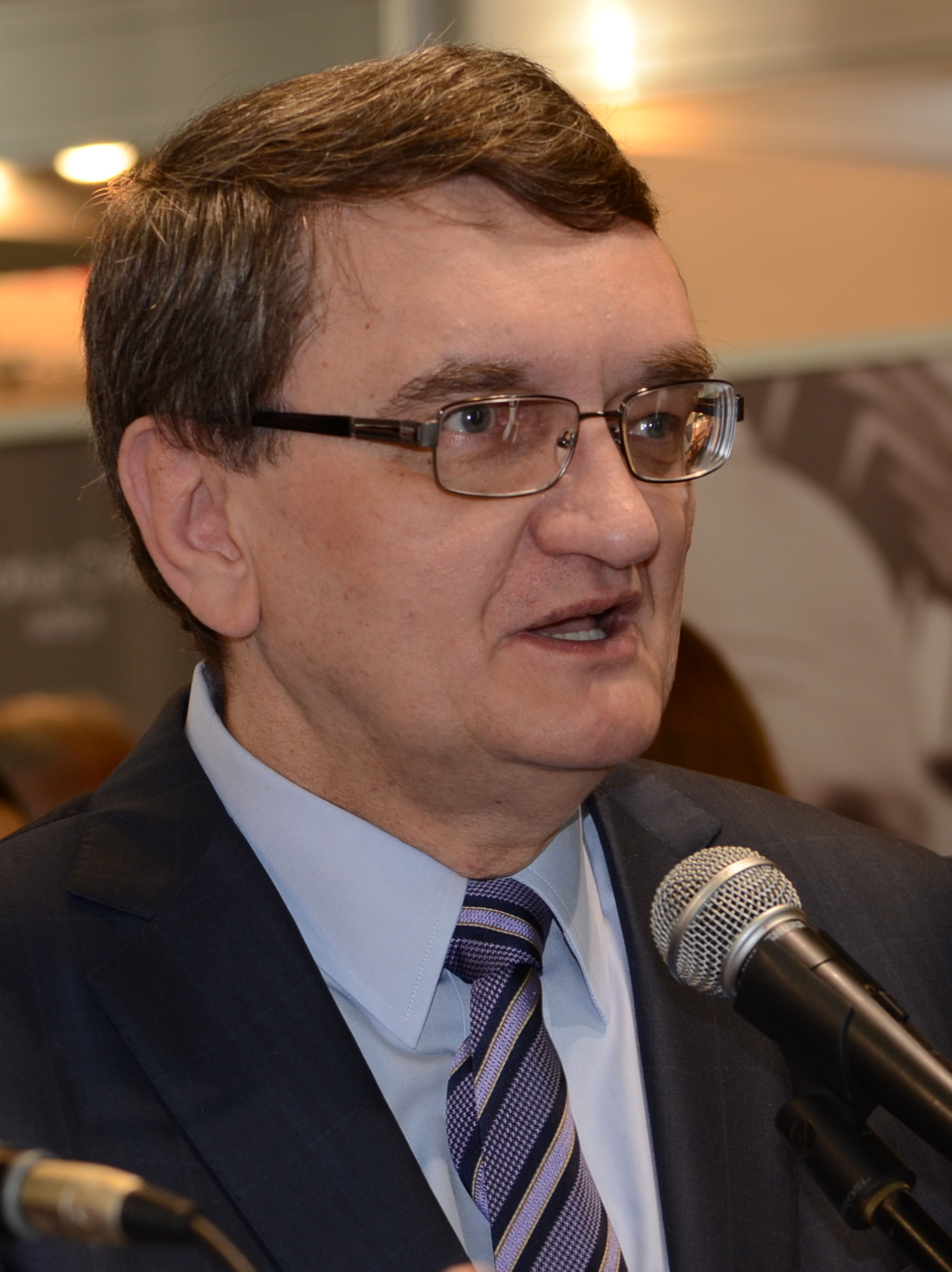
Victor Ciorbea

Victor Ciorbea (* 26. Oktober 1954 in Ponor, Kreis Alba, RPR) ist ein rumänischer Politiker und seit Ende 2012 Vertreter der nationalliberalen Partei (PNL) im Senat. 1996 war Ciorbea Bürgermeister von Bukarest und von 1996 bis 1998 Ministerpräsident. In den 1990er Jahren war er auch Mitglied der Partidul Național Țărănesc Creștin Democrat (PNȚCD) und von 2002 bis 2004 deren Parteivorsitzender.

## Leben
Ciorbea wurde 1954 in der siebenbürgischen Gemeinde Ponor geboren. Nach Beendigung seines Jurastudiums war er ab 1979 Richter am Stadtgericht Bukarest, in den Jahren 1984–1987 Rechtsanwalt bei der Generalstaatsanwaltschaft und lehrte von 1984 bis 1990 an der Universität Bukarest. Im Jahre 1992 belegte er Management-Seminare an der Case Western Reserve University in Cleveland. Nach dem Sturz Ceaușescus begann er mit der Gewerkschaftsarbeit und war von 1990 bis 1996 Vorsitzender verschiedener Gewerkschaftsverbände.

## Politik
Ciorbea trat 1981 in die Kommunistische Partei ein, war jedoch nicht politisch aktiv. 1996 wurde er Mitglied der Christdemokratischen Nationalen Bauernpartei (PNȚCD).
Als Kandidat des oppositionellen Parteibündnisses Demokratische Konvention (CDR) wurde Ciorbea am 10. Juni 1996 Bürgermeister von Bukarest. Nachdem die postkommunistische Regierung bei den Parlamentswahlen vom 3. November 1996 eine Niederlage erlitt, wurde Ciorbea am 12. Dezember Ministerpräsident einer Koalitionsregierung von CDR, der sozialdemokratischen USD und der Partei der magyarischen Minderheit (UDMR). Die Koalition setzte auf die Belebung der Wirtschaft durch Steuersenkungen, die Erleichterung von Auslandsinvestitionen und eine beschleunigte Privatisierung von Staatsbetrieben und erhielt Kredite von Weltbank und IWF. In der Innenpolitik versprach die Regierung den Kampf gegen die Korruption und die juristische Aufarbeitung der Ceaușescu-Zeit. Die Reformen gerieten nach kurzer Zeit ins Stocken; die sich verschärfende wirtschaftliche Krise und der sinkende Lebensstandard führten zu Auseinandersetzungen zwischen den Koalitionspartnern. Am 3. Dezember 1997 bildete Ciorbea das Kabinett um und besetzte ein Drittel der Ressorts neu. Die Regierungskrise wurde dadurch jedoch nicht beendet. Die UMDR beendete am 11. Dezember ihre Mitarbeit, am 23. Dezember trat Außenminister Adrian Severin zurück. Am 14. Januar forderte die PD – zweitstärkste Kraft im Bündnis CDR – den Rücktritt von Ciorbea und zog am 28. Januar ihre Minister aus dem Kabinett zurück. Als Führer eine Minderheitsregierung amtierte Ciorbea bis zu seinem Rücktritt am 30. März 1998. Nach einem Streit mit Ion Diaconescu, dem Führer der PNȚCD, gründete Ciorbea am 17. April 1999 die rechtskonservative Nationale Christdemokratische Allianz (ANCD). Nachdem beide Parteien bei der Wahl 2000 den Einzug ins Parlament verfehlten, schloss sich die ANCD 2001 wieder der PNȚCD an. Ciorbea wurde ab 2001 Vorsitzender der PNȚCD; im Jahr 2004 löste ihn Gheorghe Ciuhandu ab. Ciorbea zog sich im August 2004 vorerst aus der aktiven Politik zurück und ist zusammen mit seiner Frau Lacrima Ciorbea Teilhaber einer Anwaltskanzlei. Am 18. Juni 2011 wurde er für kurze Zeit erneut Vorsitzender der christdemokratischen PNȚCD. Die Rechtmäßigkeit der Wahl wurde allerdings nur von einem Parteiflügel anerkannt, die Partei wurde von diversen politischen und juristischen Streitigkeiten um die rechtmäßige Vertretung der Partei zwischen verschiedenen Parteiflügeln erschüttert. Bei den Parlamentswahlen 2012 wurde er als Vertreter der Nationalliberalen Partei in den Senat gewählt. Er ist häufig Gast in verschiedenen Fernseh-Diskussionssendungen zu politischen Themen.
Am 8. April 2014 trat Ciorbea als Senator zurück, um einen Posten in der Finanzaufsichtsbehörde (Autoritatea de Supraveghere Financiară) anzutreten. Allerdings verzichtete er nur wenig später darauf und wurde anstelle davon am 15. April 2014 auf Vorschlag der sozialdemokratischen Partidul Social Democrat zum Ombudsmann (Avocat al Poporului) gewählt. Die Opposition, darunter die Nationalliberale Partei, deren Mitglied Ciorbea zum Zeitpunkt der Abstimmung war, boykottierte die Abstimmung.